# Ronnie Blackman
Ronald Henry „Ronnie“ Blackman (* 2. April 1925 in Portsmouth; † 16. Februar 2016 in Fareham, Hampshire) war ein englischer Fußballspieler.

## Sportlicher Werdegang
Blackman spielte zunächst für Gosport Borough, ehe er im März 1947 vom FC Reading als Profi verpflichtet wurde. Bis 1954 lief er für den Drittligisten in der Third Division auf, in der er in der Spielzeit 1951/52 mit 39 Saisontoren Torschützenkönig wurde. Bereits im Jahr zuvor hatte er 35 Saisontreffer erzielt. Insgesamt erzielte er für die „Royals“ 158 Tore in der Meisterschaft, womit er die ewige vereinsinterne Bestenliste anführt, was Ligatore angeht.
Anschließend spielte Blackman eine Spielzeit für Nottingham Forest in der Second Division, 1955 zog er zum Drittligaabsteiger Ipswich Town weiter. Nach dem Wiederaufstieg in die Second Division 1957 beendete er ein Jahr später seine Karriere im League-Football und ließ in der Folge im Non-League Football beim FC Tonbridge seine Laufbahn ausklingen.
Bis zu seinem Ruhestand arbeitete Blackman hauptberuflich als Telefontechniker.